# Oscilatorul armonic liniar cuantic (metoda algebrică)

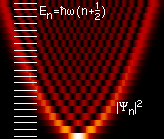
Diagrama densităţilor de probabilitate ψ_{n}(x)^{2} pentru stările staţionare, începând cu starea fundamentală (n = 0) continuând pentru stările corespunzătoare energiilor mai mari. Pe axa orizontală se reprezintă poziţia x, iar culorile mai deschise corespund densităţilor de probabilitate mai mari.

Metoda algebrică de rezolvare a problemei oscilatorului armonic cuantic, cunoscut și sub denumirea de metoda Dirac-Fock este un procedeu matematic de găsire a funcțiilor și valorilor proprii ale unui sisem oscilant armonic microscopic. Metoda, dezvoltată de către fizicianul englez Paul Dirac și perfecținat de către Fock, are la bază teoria ecuațiilor canonice din cadrul formalismului clasic Hamilton-Jacobi și folosește o metodă operatorială algebrică. Procedeul acesta, alături de metoda analitică al lui Schrödinger, respectiv metoda polinomială datorată lui Arnold Sommerfeld, permite găsirea sistemului complet de funcții proprii care redau comportamentul oscilatorului și obținerea relației de cuantificare a energiei oscilatorului.
Metoda algebrică, cunoscută și ca metoda operatorilor de creștere și descreștere pornește de la ecuațiile de mișcare clasice, deduse pe baza ecuațiilor canonice din cadrul formalismului Hamilton-Jacobi și introduce două mărimi complex conjugate {\displaystyle C} și {\displaystyle C^{*}} prin care se aduc ecuațiile la o formă mai simplă. Rezultatele la care se ajunge, prin utilizarea acestei metode confirmă rezultatele lui Schrödinger și în plus demonstrează completitudinea sistemului de funcții proprii, adică faptul că înafara sitemului infint de funcții proprii de formă determinată nu există altă soluție a problemei oscilatorului armonic cuantic. Rezultatele identice la care se ajunge prin cele trei metode independente reprezintă o dovadă a corectitudinii ecuației lui Schrödinger ca lege fundamentală ce guvernează lumea microparticulelor.
Operatorii de creștere și descreștere introduse de această metodă în premieră în cadrul formalismului cuantic

## Deducerea fucțiilor și valorilor proprii
Metoda algebrică, pornește de la ecuațiile de mișcare clasice, deduse pe baza ecuațiilor canonice din cadrul formalismului Hamilton-Jacobi și introduce două mărimi complex conjugate {\displaystyle C} și {\displaystyle C^{*}} prin care se aduc ecuațiile la o formă mai simplă. La scrierea hamiltonianului în tratarea cuantică, acestor mărimi i se asociază operatori diferențiali analogi în baza principiului corespondenței. Funcțiile de stare și relația de cuantificare a energiei se deduce prin rezolvarea problemei valorilor și funcțiilor proprii pentru operatorul Hamilton.
Expresiile celor două mărimi în cazul clasic sunt
| {\displaystyle C=x+i{\frac {p}{m\omega }},C^{*}=x-i{\frac {p}{m\omega }}} | {\displaystyle (2.1)\,} |

Derivând în raport cu timpul se scriu relațiile
| {\displaystyle {\dot {C}}={\dot {x}}+i{\frac {\dot {p}}{m\omega }},{\dot {C}}^{*}={\dot {x}}-i{\frac {\dot {p}}{m\omega }}} | {\displaystyle (2.2)\,} |

Prin înlocuirea ecuațiilor de mișcare {\displaystyle {\dot {x}}={\frac {p}{m}}}, respectiv {\displaystyle {\dot {p}}=-m\omega ^{2}x} în relațiile de mai sus ecuațiile respective devin
| {\displaystyle {\dot {C}}=-i\omega C,{\dot {C}}^{*}=i\omega C^{*}} | {\displaystyle (2.3)\,} |

respectiv:
fiecare dintre aceste ecuații conține câte una singură dintre variabilele (2.2). De asemenea, hamiltonianul sistemului oscilant se poate scrie
| {\displaystyle H={\frac {m{\omega ^{2}}}{2}}CC^{*}={\frac {m{\omega }^{2}}{2}}C^{*}C} | {\displaystyle (2.4)\,} |

Dacă se trece la cazul cuantic, este natural să se introducă operatorii analogi, așa cum impune principiul corespondenței:
| {\displaystyle {\widehat {\textbf {\textit {C}}}}={\widehat {\textbf {\textit {x}}}}+i{\frac {\widehat {\textbf {\textit {p}}}}{m\omega }},{\widehat {\textbf {\textit {C}}}}^{+}={\widehat {\textbf {\textit {x}}}}-i{\frac {\widehat {\textbf {\textit {p}}}}{m\omega }}} | {\displaystyle (2.5)\,} |

Operatorii {\displaystyle {\widehat {\textbf {\textit {C}}}}} și {\displaystyle {\widehat {\textbf {\textit {C}}}}^{+}} nu sunt autoadjuncți ci fiecare este adjunctul celuilalt. Prin înmulțirea celor doi operatori se obține șirul de relații, după cum urmează
| {\displaystyle {\widehat {\textbf {\textit {C}}}}{\widehat {\textbf {\textit {C}}}}^{+}={\widehat {\textbf {\textit {x}}}}^{2}+{\frac {{\widehat {\textbf {\textit {p}}}}^{2}}{m^{2}\omega ^{2}}}+{\frac {i}{m\omega }}({\widehat {\textbf {\textit {p}}}}{\widehat {\textbf {\textit {x}}}}-{\widehat {\textbf {\textit {x}}}}{\widehat {\textbf {\textit {p}}}})=} | {\displaystyle (2.6)\,} |

| {\displaystyle ={\widehat {\textbf {\textit {x}}}}^{2}+{\frac {{\widehat {\textbf {\textit {p}}}}^{2}}{m^{2}\omega ^{2}}}+{\frac {\hbar }{m\omega }}{\widehat {\textbf {\textit {1}}}}={\frac {2}{m\omega }}{\widehat {\textbf {\textit {H}}}}+{\frac {\hbar }{m\omega }}{\widehat {\textbf {\textit {1}}}}} | {\displaystyle (2.6.1)\,} |

respectiv:
| {\displaystyle {\widehat {\textbf {\textit {C}}}}^{+}{\widehat {\textbf {\textit {C}}}}={\widehat {\textbf {\textit {x}}}}^{2}+{\frac {{\widehat {\textbf {\textit {p}}}}^{2}}{m^{2}\omega ^{2}}}-{\frac {i}{m\omega }}({\widehat {\textbf {\textit {x}}}}{\widehat {\textbf {\textit {p}}}}-{\widehat {\textbf {\textit {p}}}}{\widehat {\textbf {\textit {x}}}})=} | {\displaystyle (2.7)\,} |

| {\displaystyle ={\widehat {\textbf {\textit {x}}}}^{2}+{\frac {{\widehat {\textbf {\textit {p}}}}^{2}}{m^{2}\omega ^{2}}}-{\frac {\hbar }{m\omega }}{\widehat {\textbf {\textit {1}}}}={\frac {2}{m\omega }}{\widehat {\textbf {\textit {H}}}}-{\frac {\hbar }{m\omega }}{\widehat {\textbf {\textit {1}}}}} | {\displaystyle (2.7.1)\,} |

În egalitățile precedente s-a utilizat relația de comutație dintre variabila de poziție și cea de impuls. Prin adunarea și apoi scăderea membru cu membru a relațiilor (2.6.1) și (2.7.1) se găsește expresia operatorului hamiltonian, scrisă în funcție de operatorii {\displaystyle {\widehat {\textbf {\textit {C}}}}} și {\displaystyle {\widehat {\textbf {\textit {C}}}}^{+}}:
| {\displaystyle {\widehat {\textbf {\textit {H}}}}={\frac {m\omega }{4}}({\widehat {\textbf {\textit {C}}}}{\widehat {\textbf {\textit {C}}}}^{+}-{\widehat {\textbf {\textit {C}}}}^{+}{\widehat {\textbf {\textit {C}}}})} | {\displaystyle (2.8)\,} |

și relația de comutație:
| {\displaystyle {\widehat {\textbf {\textit {C}}}}{\widehat {\textbf {\textit {C}}}}^{+}-{\widehat {\textbf {\textit {C}}}}^{+}{\widehat {\textbf {\textit {C}}}}={\frac {2\hbar }{m\omega }}{\widehat {\textbf {\textit {1}}}}} | {\displaystyle (2.9)\,} |

Ultima relație (2.9) poate fi adusă la o formă mult mai simplă prin introducerea operatorilor
{\displaystyle {\widehat {\textbf {\textit {a}}}}} și {\displaystyle {\widehat {\textbf {\textit {a}}}}^{+}}, definite prin relațiile de mai jos
| {\displaystyle {\widehat {\textbf {\textit {a}}}}={\sqrt {\frac {m\omega }{2\hbar }}}{\widehat {\textbf {\textit {C}}}}} | {\displaystyle (2.10.1)\,} |

| {\displaystyle {\widehat {\textbf {\textit {a}}}}^{+}={\sqrt {\frac {m\omega }{2\hbar }}}{\widehat {\textbf {\textit {C}}}}^{+}} | {\displaystyle (2.10.2)\,} |

Relația capătă forma
| {\displaystyle {\widehat {\textbf {\textit {a}}}}^{+}{\widehat {\textbf {\textit {a}}}}-{\widehat {\textbf {\textit {a}}}}{\widehat {\textbf {\textit {a}}}}^{+}={\widehat {\textbf {\textit {1}}}}} | {\displaystyle (2.11)\,} |

Hamiltonianul din expresia (2.8) se scrie
| {\displaystyle {\widehat {\textbf {\textit {H}}}}={\frac {\hbar \omega }{2}}({\widehat {\textbf {\textit {a}}}}{\widehat {\textbf {\textit {a}}}}^{+}+{\widehat {\textbf {\textit {a}}}}^{+}{\widehat {\textbf {\textit {a}}}})} | {\displaystyle (2.12)\,} |

Pentru a rezolva problema de valori și funcții proprii pentru hamiltonianul (2.12), este suficient rezolvarea aceleiași probleme pentru operatorul {\displaystyle {\widehat {\textbf {\textit {a}}}}^{+}{\widehat {\textbf {\textit {a}}}}}, dacă se notează prin {\displaystyle \lambda } valoarea proprie asociată funcției proprii {\displaystyle \psi _{\lambda }} atunci ecuați se scrie
| {\displaystyle {\widehat {\textbf {\textit {a}}}}^{+}{\widehat {\textbf {\textit {a}}}}\psi _{\lambda }=\lambda \psi _{\lambda }} | {\displaystyle (2.13)\,} |

Folosind relația (2.11) rezultă
| {\displaystyle {\widehat {\textbf {\textit {a}}}}{\widehat {\textbf {\textit {a}}}}^{+}\psi _{\lambda }=(\lambda +1)\psi _{\lambda }} | {\displaystyle (2.14)\,} |

Prin înlocuirea ultimelor două expresii în relația (2.12) se obține pentru hamiltonian expresia
| {\displaystyle {\widehat {\textbf {\textit {H}}}}\psi _{\lambda }={\frac {\hbar \omega }{2}}(2\lambda +1)\psi _{\lambda }=\hbar \omega (\lambda +{\frac {1}{2}})\psi _{\lambda }} | {\displaystyle (2.15)\,} |

Din ecuația (2.13) rezultă că valorile proprii {\displaystyle \lambda } ale operatorului {\displaystyle {\widehat {\textbf {\textit {a}}}}^{+}{\widehat {\textbf {\textit {a}}}}} nu pot fi negative, din cauza identității
| {\displaystyle \lambda \langle \ \psi _{\lambda }\|\psi _{\lambda }\rangle =\langle \ \psi _{\lambda }\|{\widehat {\textbf {\textit {a}}}}^{+}{\widehat {\textbf {\textit {a}}}}\psi _{\lambda }\rangle =\langle \ {\widehat {\textbf {\textit {a}}}}\psi _{\lambda }\|{\widehat {\textbf {\textit {a}}}}\psi _{\lambda }\rangle } | {\displaystyle (2.16)\,} |

în care produsul scalar {\displaystyle \langle \ \psi _{\lambda }|\psi _{\lambda }\rangle } este cu certitudine pozitiv (funcția {\displaystyle \psi _{\lambda }} nu poate fi identic nulă), iar produsul scalar {\displaystyle \langle \ {\widehat {\textbf {\textit {a}}}}\psi _{\lambda }|{\widehat {\textbf {\textit {a}}}}\psi _{\lambda }\rangle } este norma funcției {\displaystyle {\widehat {\textbf {\textit {a}}}}\psi _{\lambda }} și este în general pozitiv sau nul în cazul în care {\displaystyle {\widehat {\textbf {\textit {a}}}}\psi _{\lambda }} este identic nulă.
Aplicând ambilor membri ai ecuației (2.13) operatorul {\displaystyle {\widehat {\textbf {\textit {a}}}}} și ținând seama de relația de comutație (2.11), se poate scrie
| {\displaystyle ({\widehat {\textbf {\textit {a}}}}{\widehat {\textbf {\textit {a}}}}^{+}){\widehat {\textbf {\textit {a}}}}\psi _{\lambda }=({\widehat {\textbf {\textit {a}}}}^{+}{\widehat {\textbf {\textit {a}}}}+{\widehat {\textbf {\textit {1}}}}){\widehat {\textbf {\textit {a}}}}\psi _{\lambda }=\lambda {\widehat {\textbf {\textit {a}}}}\psi _{\lambda }} | {\displaystyle (2.17)\,} |

relație care conduce la ecuația
| {\displaystyle ({\widehat {\textbf {\textit {a}}}}\psi _{\lambda })=(\lambda -1)({\widehat {\textbf {\textit {a}}}}\psi _{\lambda })} | {\displaystyle (2.17.1)\,} |

Din ultima relație se deduce că funcția {\displaystyle {\widehat {\textbf {\textit {a}}}}\psi _{\lambda }} este nulă, sau este o funcție proprie a operatorului {\displaystyle {\widehat {\textbf {\textit {a}}}}^{+}{\widehat {\textbf {\textit {a}}}}}, asociat valorii proprii {\displaystyle \lambda -1}. În cel de-al doilea caz, dacă se aplică din nou operatorul {\displaystyle {\widehat {\textbf {\textit {a}}}}} asupra acestei funcții, va rezulta sau că {\displaystyle {\widehat {\textbf {\textit {a}}}}^{2}\psi _{\lambda }} este nulă, sau că ea este o funcție proprie operatorului {\displaystyle {\widehat {\textbf {\textit {a}}}}^{+}{\widehat {\textbf {\textit {a}}}}} asociat valorii proprii {\displaystyle \lambda -2} Procedeul aplicat nu poate continua la infinit, întrucât s-ar ajunge la valori negative ale valoriilor proprii pentru operatorul {\displaystyle {\widehat {\textbf {\textit {a}}}}^{+}{\widehat {\textbf {\textit {a}}}}} ceea ce, conform celor demonstrate anterior este absurd. Aplicând procedeul într-un număr  finit de n pași se ajunge la o funcție proprie {\displaystyle \psi _{0}} a operatorului {\displaystyle {\widehat {\textbf {\textit {a}}}}^{+}{\widehat {\textbf {\textit {a}}}}}, aparținând valorii proprii {\displaystyle \lambda _{0}=\lambda -n}, astfel, procedeul sigur conduce la o funcție nulă:
| {\displaystyle {\widehat {\textbf {\textit {a}}}}\psi _{0}=0} | {\displaystyle (2.18)\,} |

În acest caz, din relația (2.13) rezultă
| {\displaystyle \lambda _{0}\psi _{0}={\widehat {\textbf {\textit {a}}}}^{+}{\widehat {\textbf {\textit {a}}}}\psi _{0}={\widehat {\textbf {\textit {a}}}}^{+}({\widehat {\textbf {\textit {a}}}}\psi _{0})=0} | {\displaystyle (2.18.1)\,} |

Cum funcția {\displaystyle \psi _{0}} nu este nulă, este necesar ca: {\displaystyle \lambda _{0}=0}, deci valoarea proprie {\displaystyle \lambda } de la care s-a pornit trebuie în mod necesar să fie egală cu numărul întreg și pozitiv sau nul n:
| {\displaystyle {\widehat {\textbf {\textit {a}}}}^{+}{\widehat {\textbf {\textit {a}}}}\psi _{n}=n\psi _{n},n=1,2,3,...} | {\displaystyle (2.19)\,} |

Problema de valori proprii pentru operatorul {\displaystyle {\widehat {\textbf {\textit {a}}}}^{+}{\widehat {\textbf {\textit {a}}}}} este complet rezolvat prin raționamentul anterior. Ținând cont de egalitatea (2.15) și de condiția {\displaystyle \lambda _{0}=\lambda -n} în care se ia valoarea {\displaystyle \lambda _{0}=0} se obțin valorile proprii ale hamiltonianului oscilatorului:
| {\displaystyle E_{n}=\left(n+{\frac {1}{2}}\right)\hslash \omega } |

Relația de mai sus se poate găsi și prin aplicarea metodei analitice, datorată lui Schrödinger sau prin metoda polinomială care folosește teoria funcțiilor hipergeometrice confluente. Setul de valori pe care îl stabilește relația valorilor proprii reprezintă o limitare a valorilor esențial permise pentru energia totală pe care o poate avea un oscilator armonic cuantic. Fiecare valoare individuală din șirul infinit de valori posibile corespunde unei funcții proprii {\displaystyle \psi _{n}}. Rezultatul la care s-a ajuns prin aplicarea metodei operatorilor de creștere și descreștere este o strălucită confirmare teoretică a conceptului de cunatificare, introdus pentru prima oară de către fizicianul german Max Planck în anul 1900. Formula energiilor permise pentru oscilator, demonstrează faptul că energia sistemului este un multiplu întreg al unei cantități „elementare” de energie {\displaystyle \hslash \omega }-până la o constantă determinată prin cantitatea {\displaystyle {\frac {1}{2}}\hslash \omega } care reprezintă energia stării cuantice corespunzătoare valorii n=0.

## Normarea funcțiilor proprii
Petru a găsi forma explicită a funcțiilor proprii se presupune apriori că funcțiile {\displaystyle \psi _{n}} sunt normate, raționamentul de la relațiile (2.17)-(2.19) conduc la relația de recurență
| {\displaystyle {\widehat {\textbf {\textit {a}}}}\psi _{n}=K_{n}\psi _{n-1}} | {\displaystyle (2.20)\,} |

{\displaystyle K_{n}} fiind un factor numeric ce ține cont de existența normelor funcțiilor {\displaystyle \psi _{n}}  și {\displaystyle \psi _{n-1}}. Prin aplicarea operatorului {\displaystyle {\widehat {\textbf {\textit {a}}}}^{+}} ambilor membri ai ecuației (2.20) și folosind relația (2.19) se ajunge la ecuația
| {\displaystyle {\widehat {\textbf {\textit {a}}}}^{+}{\widehat {\textbf {\textit {a}}}}\psi _{n}=n\psi _{n}=K_{n}{\widehat {\textbf {\textit {a}}}}^{+}\psi _{n-1}} | {\displaystyle (2.21)\,} |

Din această ultimă identitate, prin simpla împărțire a termenilor se găsește
| {\displaystyle {\widehat {\textbf {\textit {a}}}}^{+}\psi _{n-1}={\frac {n}{K_{n}}}\psi _{n}} | {\displaystyle (2.21.1)\,} |

Așa cum relația (2.20) permite găsirea funcției {\displaystyle \psi _{n-1}}, pornind de la {\displaystyle \psi _{n}}, tot la fel, relația (2.21.1) asigură găsirea funcției {\displaystyle \psi _{n}} plecând de la {\displaystyle \psi _{n}-1}. Această particularitate a comportamentului funcțiilor proprii ale hamiltonianului justifică folosirea unei terminologii specifice pentru desemnarea operatorilor {\displaystyle {\widehat {\textbf {\textit {a}}}}} și {\displaystyle {\widehat {\textbf {\textit {a}}}}^{+}}, astfel:
| - {\displaystyle {\widehat {\textbf {\textit {a}}}}} se numește operator de descreștere (sau coborâre), aplicarea lui asupra funcției proprii are ca efect scăderea cu o unitate a numărului cuantic n (a valorii proprii asociată funcției) - {\displaystyle {\widehat {\textbf {\textit {a}}}}^{+}} se numește operator de creștere , aplicarea lui asupra funcției proprii are ca efect creșterea cu o unitate a numărului cuantic n (a valorii proprii asociată funcției) |

Utilizând relația de mai jos împreună cu relațiile de recurență (2.21)  și (2.21.1)
| {\displaystyle \langle \ \psi _{n-1}\|{\widehat {\textbf {\textit {a}}}}\psi _{n}\rangle =\langle \ {\widehat {\textbf {\textit {a}}}}^{+}\psi _{n-1}\|\psi _{n}\|\rangle } | {\displaystyle (2.22)\,} |

se găsește relația
| {\displaystyle K_{n}\langle \ \psi _{n-1}\|\psi _{n-1}\rangle ={\frac {n}{{K_{n}}^{*}}}\langle \ \psi _{n}\|\psi _{n}\rangle } | {\displaystyle (2.23)\,} |

Datorită presupunerii de la care s-a pornit, potrivit căreia funcțiile {\displaystyle \psi _{n}} și {\displaystyle \psi _{n-1}} sunt normate, pentru constanta numerică {\displaystyle K_{n}} se poate scrie relația:{\displaystyle |K_{n}|^{2}=n}.Pentru factorul de fază arbitrar prin care se înmulțesc funcțiile proprii normate se poate alege o valoare astfel încât numărul {\displaystyle K_{n}} să fie o cantitate reală și pozitivă.Folosind un asemenea artificiu relațiile de recurență (2.21) și (2.21.1)  capătă formele de mai jos:
| {\displaystyle {\widehat {\textbf {\textit {a}}}}\psi _{n}={\sqrt {n}}\psi _{n-1},{\widehat {\textbf {\textit {a}}}}^{+}\psi _{n-1}={\sqrt {n}}\psi _{n}} | {\displaystyle (2.24)\,} |

Relațiile de mai sus permit determinarea tuturor funcțiilor {\displaystyle \psi _{n}} pornind de la funcția singulară {\displaystyle \psi _{0}} corespunzătoare valorii proprii zero a operatorului {\displaystyle {\widehat {\textbf {\textit {a}}}}^{+}{\widehat {\textbf {\textit {a}}}}}. Pentru a găsi recurența pentru funcțiile proprii se introduc în relațiile de definiție (2.1) expresiile cunoscute ale operatorilor {\displaystyle {\widehat {\textbf {\textit {x}}}}} și {\displaystyle {\widehat {\textbf {\textit {p}}}}}, se obțin relațiile:
| {\displaystyle {\widehat {\textbf {\textit {C}}}}=x+{\frac {\hslash }{m\omega }}{\frac {d}{dx}},{\widehat {\textbf {\textit {C}}}}^{+}=x-{\frac {\hslash }{m\omega }}{\frac {d}{dx}}} | {\displaystyle (2.25)\,} |

utilizând relațiile (2.10.1) și (2.10.2) rezultă formele:
| {\displaystyle {\widehat {\textbf {\textit {a}}}}={\sqrt {\frac {m\omega }{2\hbar }}}(x+{\frac {\hslash }{m\omega }}{\frac {d}{dx}})} | {\displaystyle (2.26.1)\,} |

| {\displaystyle {\widehat {\textbf {\textit {a}}}}^{+}={\sqrt {\frac {m\omega }{2\hbar }}}(x-{\frac {\hslash }{m\omega }}{\frac {d}{dx}})} | {\displaystyle (2.26.2)\,} |

Pentru aducerea la o formă mai avantajoasă a acestor expresii se face o schimbare de variabilă prin care se trece de la coordonata x a microparticulei la o nouă coordonată adimensională:
| {\displaystyle \xi =\left({\frac {m\omega }{\hslash }}\right)^{1 \over 2}x} | {\displaystyle (1.27)\,} |

această schimbare induce alegerea unei unități naturale de lungime pentru măsurarea elongațiilor. Avantajul acestei alegeri constă în aceea că exponențialele din expresiile funcțiilor de undă vor avea exponenții adimensionali și va permite separarea variabilei temporale de cea spațială. Introducând noua variabilă în expresiile (2.26.1) respectiv (2.26.2) se obțin formele:
| {\displaystyle {\widehat {\textbf {\textit {a}}}}={\frac {1}{\sqrt {2}}}(\xi +{\frac {d}{d\xi }})} | {\displaystyle (2.28.1)\,} |

| {\displaystyle {\widehat {\textbf {\textit {a}}}}^{+}={\frac {1}{\sqrt {2}}}(\xi +{\frac {d}{d\xi }})} | {\displaystyle (2.28.2)\,} |

Ecuația (2.18), care determină univoc forma funcției {\displaystyle \psi _{0}}, devine, prin înlocuirea operatorului dat de expresia (2.28.1) de forma:
| {\displaystyle \xi \psi _{0}+{\frac {d\psi _{0}}{d\xi }}=0} | {\displaystyle (2.29)\,} |

Ecuația diferențială de mai sus se rezolvă prin integrare directă, și după aplicarea condiției de normare se obține soluția normată în scara naturală {\displaystyle \xi }:
| {\displaystyle \psi _{0}=\pi ^{-{\frac {1}{4}}}e^{-{\frac {\xi ^{2}}{2}}}} | {\displaystyle (2.30)\,} |

Relația a doua de recurență din (2.24) aplizat de n ori asupra funcției {\displaystyle \psi _{0}} conduce la expresia:
| {\displaystyle \psi _{n}={\frac {1}{\sqrt {n!}}}({\widehat {\textbf {\textit {a}}}}^{+})^{n}\psi _{0}={\frac {1}{\sqrt {{\sqrt {\pi }}2^{n}n!}}}(\xi -{\frac {d}{d\xi }})^{n}e^{-{\frac {\xi ^{2}}{2}}}} | {\displaystyle (2.31)\,} |

Ținând seama de identitatea
| {\displaystyle (\xi -{\frac {d}{d\xi }})e^{\frac {\xi ^{2}}{2}}F(\xi )=-e^{\frac {\xi ^{2}}{2}}{\frac {dF(\xi )}{d\xi }}} | {\displaystyle \,} |

unde {\displaystyle F(\xi )} reprezintă o funcție arbitrară, continuă, de n ori derivabilă de variabilă reală {\displaystyle \xi }, relația de recurență (2.31) capătă forma:
| {\displaystyle \psi _{n}(\xi )={\frac {1}{\sqrt {{\sqrt {\pi }}2^{n}n!}}}(\xi -{\frac {d}{d\xi }})^{n}e^{\frac {\xi ^{2}}{2}}e^{-\xi ^{2}}={\frac {1}{\sqrt {{\sqrt {\pi }}2^{n}n!}}}{(-1)^{n}}e^{\frac {{\xi }^{2}}{2}}{\frac {d^{n}e^{-{\xi }^{2}}}{d{\xi }^{n}}}} | {\displaystyle (1.31)\,} |